# Matejovce nad Hornádom
Matejovce nad Hornádom jsou obec na Slovensku v okrese Spišská Nová Ves, v Košickém kraji.

## Polohopis
Obec se nachází v jižní části Hornádské kotliny na pravém břehu řeky Hornád.

### Sousední obce
Obec sousedí s obcemi Chrast nad Hornádom, Jamník, Markušovce, Poráč, Rudňany

### Části obce
Kolonia, Roveň, Vesnice, Kamila

### Vodní toky
Hornád

## Symboly obce
Http://www.crwflags.com/fotw/flags/sk-sn-mh.html

### Znak obce
Ze spodního okraje červeného štítu vyrůstající zlatovlasá, zlatým prstencem nimbovaná stříbřeoděná sv. Katarína v zeleném plášti, oběma rukama před sebou držící velkou zlatou palmovou ratolest. Vlevo zpoza ní a dolního okraje štítu zlaté ozubené kolo.

### Vlajka obce
Sestává ze sedmi podélných pruhů v barvách červené (1/9), žluté (1/9), bílé (2/9), zelené (1/9), bílé (2/9), žluté (1/9) a červené (1/9). Vlajka má poměr stran 2:3
a ukončena je třemi cípy, tj. dvěma zástřihy, sahajícími do třetiny jejího listu.

### Pečeť obce
Je kruhová, bez heraldického šrafování. Ve středu pole je vyplněna znakem obce a kruhopis obsahuje text: OBEC Matejovce nad Hornádom.

## Historie

### Staré a cizí názvy obce
- 1277 – Mathey terra (zem Matouše)
- 1320 – Villa Mathey (obec Matouše)
- 1326 – Villa superior et inferior Bela (Vyšná a Nižná Bela)
- 1354 – Inferior Bela, alio nomine Mathefalua (Nižná Bela, jiným jménem Matúšova vesnice)
- 1378 – Mathefalua
- 1529 – Matheffalwa
- 1564 – Matiowfcze
- 1715 – Matejocz
- 1773 – Maczejowcze, Matejócz
- 1808 – Matejowcze
- 1863 – Matheoc
- 1877 – Matejóc
- 1907 – Hernádmáté
- 1920 – Matejovce
- 1921 – Matejovce, Matejovce pri Hornáde, Matejovce nad Hornádom
- 1996 – Matejovce
- 1999 – Matejovce nad Hornádom

Německý název: Mateowitz, Matejowitz, Matheotz, Matzdorf 

Maďarský název: Matejocz, Matejócz, Hernádmáté

## Politika

### Rychtář obce
1896 – 1899 Matej Sedlák 

1899 – 1901 Jozef Dzurica 

1901 – 1903 Jozef Sedlák 

1903 – 1906 Martin Almáši 

1906 – 1909 Andrej Filip 

1910 – 1914 Pavel Michalko 

1915 – 1918 Jozef Hozza, podrychtář

### Starostové obce
1918 – 1920 Jozef Hozza 

1920 – 1923 Ondrej Hozza 

1923 – 1927 Jozef Melega 

1928 – 1931 Jozef Hozza 

1931 – 1938 Pavel Michalko 

1938 – 1945 Juraj Kozák ml. (1942 – 1944 jako vládní komisař)

### Předsedové MNV v obci
1945 – 1949 Štefan Fabini 

1950 – 1954 Tomáš Jánošík 

1954 – 1960 Štefan Sedlák 

1960 – 1971 Ondrej Šimo 

1971 – 1986 Viktor Smotrila 

1986 – 1989 Ing. Emil Jánošík

### Starostové obce
1990 – 1998 František Šteiner (KDH)

1998 – 2006 Terezie Kočišová (NEKA)

2006 – 2010 Ambrož Franko (NEKA)

2010 – 2014 Terezie Kočišová (NEKA)

### Zastupitelstvo
1990 – 1994 – 9 poslanců

1994 – 1998 – 9 poslanců (4 NEKA, 3 KDH, 2 SNS)

1998 – 2002 – 9 poslanců (6 SNS, 2 NEKA, 1 HZDS)

2002 – 2006 – 5 poslanců (5 NEKA)

## Obyvatelstvo
Vývoj obyvatelstva od roku 1869:
| Rok sčítání | Počet obyvatel | Počet domů |
| ----------- | -------------- | ---------- |
| 1869        | 223            | 26         |
| 1880        | 250            | 39         |
| 1890        | 202            | 40         |
| 1900        | 255            | 44         |
| 1910        | 225            | 43         |
| 1921        | 260            | 42         |
| 1930        | 258            | 47         |
| 1950        | 615            | 68         |
| 1961        | 530            | 96         |
| 1970        | 548            | 109        |
| 1980        | 515            | 122        |
| 1991        | 459            | 116        |
| 2001        | 464            | 120        |

Složení obyvatelstva podle náboženského vyznání (2001):
|                          | Počet obyvatel | %    |
| ------------------------ | -------------- | ---- |
| Římskokatolická církev   | 417            | 89,9 |
| Řeckokatolická církev    | 1              | 0,2  |
| Evangelická církev a. v. | 1              | 0,2  |
| Bez vyznání              | 3              | 0,6  |
| Ostatní a nezjištěno     | 42             | 9,1  |

Složení obyvatelstva podle národnosti (2001):
|           | Počet obyvatel | %    |
| --------- | -------------- | ---- |
| Slovenská | 424            | 91,4 |
| Romská    | 40             | 8,6  |

## Kultura a zajímavosti

### Stavby

#### Památky
Katolický kostel sv. Kateřiny Alexandrijské
Raně gotický, později při opětovných úpravách ztratil původní charakter. Částečně zachovalá je gotická dispozice a jedno štěrbinové okénko s gotickou mříží. Jednolodní stavba s presbytářem s rovným uzávěrem, zaklenutým valenou klenbou. Loď má rovný kazetový strop. Fasády jsou hladké. Věž představěnou, střecha sedlová se sanktusníkem. Hlavní oltář je barokní, z první poloviny 18. stol., drapériového typu, se sochami andílků, sv. Štěpána, Ladislava a nejsvětější Trojice, uprostřed je obraz sv. Kateřiny Alexandrijské z poloviny 18. stol.

## Hospodářství a infrastruktura

### Farní úřad
Filiálka římskokatolického úřadu Rudňany

### Školství
Mateřská škola – č. p. 97
Základní škola 1. – 4.